# 森ふた葉 (俳優)
森 ふた葉（もり ふたば、2002年12月24日 - ）は、日本の俳優・ミュージシャンである。兵庫県出身。ソニー・ミュージックアーティスツ（SMA）に所属。特技はドラム、ギターの弾き語り、太鼓の達人、趣味は作詞作曲、映画鑑賞、食べること、ファッション。

## 経歴と活動
16歳で「ザ・コインロッカーズ」のオーディションに合格、ドラム担当として活動を開始。2019年には、同バンドのデビュー曲「憂鬱な空が好きなんだ」でメジャー・デビュー。2021年12月のバンド解散後、一時活動を休止するが、SMAに所属し、現在に至る。

## 主な出演作品

### 映画
- 『放課後アングラーライフ』（2023年、城定秀夫監督）
- 『このハンバーガー、ピクルス忘れてる。』（2024年、木村聡志監督）

### テレビドラマ
- 『パリピ孔明』スピンオフ『パリピ関羽&張飛』（2023年、フジテレビ）
- 『VRおじさんの初恋』（2024年、NHK総合）
- 『素晴らしき哉、先生!』（2024年、朝日放送テレビ／テレビ朝日）
- 『アイシー〜瞬間記憶捜査・柊班〜』（2025年、フジテレビ）

### 広告・CM
- 「学校法人 阪南大学」TVCM（2023年～）
- 「hoyu Beautylaboホイップヘアカラー」WEB広告（2023年）
- 「Google×SoftBank/Chromebook」WEB広告（2024年）
- 「ジョージア：ひと息ついたら、景色が変わって見えた。篇」（2024年）
- 「KOBE203X」未来の神戸・三宮を描いたPRムービー（2024年）
- ショッピングセンター「ELM」イメージキャラクター（2024年～）

### ミュージック・ビデオ
- クジラ夜の街「EDEN」（2022年）
- 未菜「youth is yours」（2023年）
- Apes「Over ray」/「Neghbor」（2023年）
- 汐れいら「味噌汁とバター」（2023年）
- いきものがかり「青のなかで」（2024年）

### イベント・ライブ
- 「10代最後のふた葉を指名手配せよ」主催（2022年）
- 「森ふた葉写真展 19⇔20」主催（2023年）
- 「トミタイバンvol.3」サポート（2023年）
- 「トミタ栞バースデーライブ2024」サポート（2024年）
- 「SMA50周年イベント M.K.O.Mトークショー」（2024年）
- 「もりんこの集い～控えめにいって生誕祭。～」（2024年）